# ستيف بنت
ستيف بنت (بالإنجليزية: Steve Bent)‏ هو دراج بريطاني، ولد في 9 أبريل 1961 في لندن في المملكة المتحدة.

## وصلات خارجية
- ستيف بنت على موقع أرشيف الدراجات (الإنجليزية)
- ستيف بنت على موقع أوليمبيديا (الإنجليزية)